# Musique au Havre
 (septembre 2007).
Si vous disposez d'ouvrages ou d'articles de référence ou si vous connaissez des sites web de qualité traitant du thème abordé ici, merci de compléter l'article en donnant les références utiles à sa vérifiabilité et en les liant à la section « Notes et références ».
La ville du Havre fut l'un des bastions du rock en France, principalement à la fin des années 1970 et début des années 1980.
La scène rock havraise se caractérise par sa grande immersion dans la scène anglo-saxonne, la majorité des groupes chantant en Anglais. Le premier groupe à véritablement émerger de cette scène fut le groupe de blues rock hargneux Little Bob Story, qui rencontrera un beau succès au Royaume-Uni, en pleine explosion punk (1976-77).
La ville vit aussi la naissance du label indépendant Closer Records, fondé en 1983 par Philippe Debris. Label résolument rock alternant disques de groupes havrais (Fixed-up, Marc Minelli), nationaux (Thugs, DumDum Boys) et sortie en France de groupes étrangers (The Beasts of Bourbon, The Barracudas, Sunnyboys mais aussi Too Tough to Die des Ramones en 1984).  

## Rap au Havre
À noter que le rap a lui aussi fait son apparition sur les scènes havraises depuis la fin des années 1990. Après le succès de Ness & Cité, primé découverte du Printemps de Bourges 2000, d'autres formations se sont constituées : Bouchées Doubles, Médine ou encore La Boussole, collectif regroupant les membres de ces formations. La majorité de la scène rap havraise est regroupée au sein du label Din Records.

## Conservatoire Arthur Honegger
Le Conservatoire Arthur Honegger à rayonnement départemental, qui compte plus de 1500 élèves, dispense un enseignement en musique, en danse et en art dramatique, grâce à plus de 65 professeurs. La signalétique et le design des vitres a été réalisés par La Compagnie Bernard Baissait.

## Groupe havrais de rock
- Little Bob Story puis Little Bob
- Fixed Up
- City Kids
- Roadrunners du label Boucherie Productions
- Crumble Lane
- Kaël
- Les Havrais
- Asphalte
- Art Totem
- M.BU (Emmanuel Emo, Bertrand Dieppedalle, Simon Poncelet, Jean-Noel Degenetais)
- Shape Your Skill (SYS)
- OX
- Loup Larsen
- The Normandy All Stars
- Auditiv'Ink
- Croaks
- Distillery
- Kaddy and The Keys
- The Patrons
- Dick Voodoo
- X-KYM
- Negative Beauty

## Salles de spectacles
- Le Tetris, salle de spectacles et pôle de création, au Fort de Tourneville. Ouverture le 19 septembre 2013.
- Cabaret Electric, anciennement L'Agora, fermé en 2011.
- Docks Océane
- Le Magic Mirror
- Le Volcan ou espace Niemeyer.
- Bar Le McDaid's
- Bar Le Bataclan (fermé en 2013)

## Ouvrages de référence
- Richard Louapre, 1958-1968, Les années Rock en Haute-Normandie, Rouen, éditions Ptc, 2002, 128 p.